# Diagramme couleur-couleur

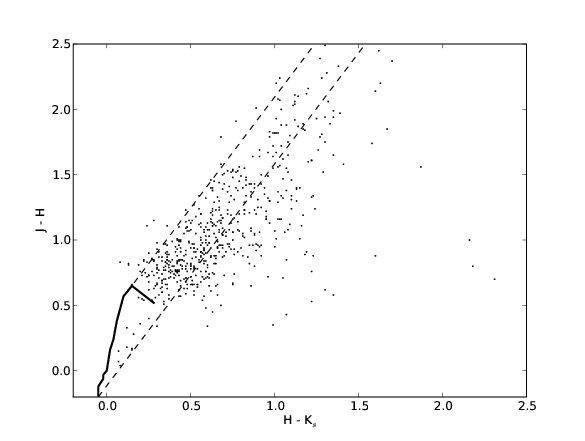
Diagramme couleur-couleur de l'amas du Trapèze. On y note un grand nombre d'objets présentant un excès dans l'infra-rouge, ce qui caractérise la présence de disque circumstellaires.

En astronomie des rayons X, le diagramme couleur-couleur est un diagramme représentant en abscisse la couleur molle d'un objet et en ordonnée sa couleur dure. C'est un analogue d'un diagramme qui représenterait, dans le domaine visible et ultraviolet proche, les indices de couleur V-R et U-B respectivement.

## Applications
Ce type de diagramme permet de repérer divers objets astrophysiques émettant dans ce domaine de longueur d'onde, notamment les binaires X. Ces objets, composés d'un système binaire comprenant une étoile ordinaire et un objet compact (étoile à neutrons ou trou noir), connaissent plusieurs stades d'activité, fonction de la quantité de matière transférée de l'étoile à l'objet compact. Cette variabilité intrinsèque se traduit par un déplacement dans le diagramme couleur-couleur :
- Les sources Z sont des binaires X à faible masse lumineuses dont la position dans le diagramme couleur-couleur décrit un Z (d'où leur nom). La partie horizontale supérieure (le haut du Z) est appelée branche horizontale, la partie diagonale est appelée branche normale, et la partie horizontale basse branche éruptive. La première binaire X découverte, Scorpius X-1 est un exemple de source Z.
- Les sources atoll sont également des binaires X de faible masse, qui forment dans le diagramme couleur-couleur un motif en U, dont la partie gauche est souvent morcelée, évoquant la structure émergée de certains atolls.

### Référence
- (en) Walter H. G. Levin, Jan van Paradijs et Edward P. G. van den Heuvel (éditeurs), X-Ray Binaries, Cambridge University Press, 1995, 664 p. (ISBN 0521416841), pages 274 à 277 et 315.